# (620074) 2013 AT183
(620074) 2013 AT183, também escrito como (620074) 2013 AT183, é um objeto transnetuniano que está localizado no disco disperso, uma região do Sistema Solar. Este objeto está em uma ressonância orbital de 1:3 com o planeta Netuno. Ele possui uma magnitude absoluta de 4,6 e tem um diâmetro estimado em torno de 529 km. O astrônomo Mike Brown lista este corpo celeste em sua página na internet como um candidato a possível planeta anão.

## Descoberta
(620074) 2013 AT183 foi descoberto no dia 10 de janeiro de 2013 pelo Pan-STARRS 1.

## Órbita
A órbita de (620074) 2013 AT183 tem uma excentricidade de 0,420 e possui um semieixo maior de 61,933 UA. O seu periélio leva o mesmo a uma distância de 35,925 UA em relação ao Sol e seu afélio a 87,941 UA.